# Chicomba
Chicomba é uma cidade e município da província da Huíla, em Angola.
Tem 4 203 km² e cerca de 111 mil habitantes. É limitado a norte pelo município de Caconda, a leste pelos municípios de Chipindo e Jamba, a sul pelo município da Matala, e a oeste pelo município de Caluquembe.
O município é constituído pela comuna-sede, correspondente à cidade de Chicomba, e pela comuna de Cutenda.